# Federazione calcistica della Riunione
La Federazione calcistica della Riunione (in francese Ligue réunionnaise de football, acronimo LRF) è l'ente che governa il calcio a Riunione.
Fondata nel 1956, non è affiliata alla FIFA, ma è membro associato alla CAF dal 1992, ed è affiliato alla FFF. Ha sede nella capitale Saint-Denis e controlla il campionato nazionale, la coppa nazionale e la Nazionale del paese.